# Smalryggen
Smalryggen är en bergstopp i Antarktis. Den ligger i Östantarktis. Norge gör anspråk på området. Toppen på Smalryggen är 2 480 meter över havet, eller 93 meter över den omgivande terrängen. Bredden vid basen är 1,5 km.
Terrängen runt Smalryggen är platt åt sydväst, men åt nordost är den kuperad. Trakten är obefolkad. Det finns inga samhällen i närheten. 